# St. Petersburg Ladies Trophy
El Torneig de Sant Petersburg, també conegut com a St. Petersburg Ladies Trophy, és un torneig professional de tennis que es disputa sobre pista dura. Actualment pertany als Premier Tournaments del circuit WTA femení i se celebra al Sibur Arena de Sant Petersburg, Rússia.

## Palmarès

### Individual femení
| Any     | Campiona            | Finalista           | Resultat           |
| ------- | ------------------- | ------------------- | ------------------ |
| WTA 500 |                     |                     |                    |
| 2022    | Anett Kontaveit     | Maria Sakkari       | 5−7, 7−6(4), 7−5   |
| 2021    | Dària Kassàtkina    | Margarita Gasparyan | 6−3, 2−1, retirada |
| Premier |                     |                     |                    |
| 2020    | Kiki Bertens (2)    | Ielena Ribàkina     | 6−1, 6−3           |
| 2019    | Kiki Bertens        | Donna Vekić         | 7−6(2), 6−4        |
| 2018    | Petra Kvitová       | Kristina Mladenovic | 6−1, 6−2           |
| 2017    | Kristina Mladenovic | Yulia Putintseva    | 6−2, 6−7(3), 6−4   |
| 2016    | Roberta Vinci       | Belinda Bencic      | 6−4, 6−3           |

### Dobles femenins
| Any     | Campiones                               | Finalistes                           | Resultat            |
| ------- | --------------------------------------- | ------------------------------------ | ------------------- |
| WTA 500 |                                         |                                      |                     |
| 2022    | Anna Kalinskaya Caty McNally            | Alicja Rosolska Erin Routliffe       | 6−3, 6−7(5), [10−4] |
| 2021    | Nadia Kitxenok Raluca Olaru             | Kaitlyn Christian Sabrina Santamaria | 2−6, 6−3, [10−8]    |
| Premier |                                         |                                      |                     |
| 2020    | Shuko Aoyama Ena Shibahara              | Kaitlyn Christian Alexa Guarachi     | 4−6, 6−0, [10−3]    |
| 2019    | Margarita Gasparyan Iekaterina Makàrova | Anna Kalinskaya Viktória Kužmová     | 7−5, 7−5            |
| 2018    | Timea Bacsinszky Vera Zvonariova        | Alla Kudryavtseva Katarina Srebotnik | 2−6, 6−1, [10−3]    |
| 2017    | Jeļena Ostapenko Alicja Rosolska        | Darija Jurak Xenia Knoll             | 3−6, 6−2, [10−5]    |
| 2016    | Martina Hingis Sania Mirza              | Vera Duixévina Barbora Krejčíková    | 6−3, 6−1            |